# Centerville (Dakota del Sur)
Centerville es una ciudad ubicada en el condado de Turner en el estado estadounidense de Dakota del Sur. En el Censo de 2010 tenía una población de 882 habitantes y una densidad poblacional de 472,98 personas por km².

## Geografía
Centerville se encuentra ubicada en las coordenadas 43°7′00″N 96°57′34″O / 43.11667, -96.95944. Según la Oficina del Censo de los Estados Unidos, Centerville tiene una superficie total de 1.86 km², de la cual 1.86 km² corresponden a tierra firme y (0%) 0 km² es agua.

## Demografía
Según el censo de 2010, había 882 personas residiendo en Centerville. La densidad de población era de 472,98 hab./km². De los 882 habitantes, Centerville estaba compuesto por el 98.19% blancos, el 0.34% eran afroamericanos, el 0.57% eran amerindios, el 0.23% eran asiáticos, el 0% eran isleños del Pacífico, el 0.11% eran de otras razas y el 0.57% pertenecían a dos o más razas. Del total de la población el 1.25% eran hispanos o latinos de cualquier raza.